# Adriano García-Lomas
Adriano García-Lomas (Arenas de Iguña, Cantàbria, 1891 – 1972) fou un enginyer de mines i etnòleg espanyol.
Va néixer a Arenas de Iguña, en una masia de pedra del segle xix, convertida en fonda. Va dedicar gran part de la seva vida a l'estudi de la tradició i costums dels habitants de Cantàbria. Amb les dades recopilades al llarg dels anys va escriure valuosos llibres ben documentats que serveixen de consulta als erudits per a qualsevol tema relacionat amb el llenguatge, costums i etnologia càntabres. Els més destacats són: 
- El lenguaje popular de la Cantabria montañesa.
- Mitología y supersticiones de Cantabria.
- Los pasiegos.
- Del solar y la raza, en col·laboració amb l'escriptor Jesús Cancio (1885-1961).

Va estudiar i va donar a conèixer l'argot dels mestres picapedrers de Trasmiera anomenat pantoja.